# Campeonato Mundial de Atletismo Júnior de 2012 - 100 m com barreiras feminino
A prova dos 100 metros com barreiras feminino do Campeonato Mundial de Atletismo Júnior de 2012 ocorreu entre os dias 13 e 15 de julho em Barcelona, na Espanha. 

## Recordes
Antes desta competição, os recordes mundiais e do campeonato nesta prova eram os seguintes:
|     | Nome          | Nacionalidade | Tempo | Local   | Data                |
| --- | ------------- | ------------- | ----- | ------- | ------------------- |
| WJR | Aliuska López | Cuba          | 12.84 | Zagreb  | 16 de julho de 1987 |
| CR  | Aliuska López | Cuba          | 12.96 | Sudbury | 29 de julho de 1988 |

## Medalhistas
| Ouro              | Prata              | Bronze                   |
| Morgan Snow (USA) | Noemi Zbären (SUI) | Ekaterina Bleskina (RUS) |

## Cronograma
Todos os horários são locais (UTC+1).
| Data        | Hora  | Evento        |
| ----------- | ----- | ------------- |
| 13 de julho | 10:05 | Eliminatórias |
| 14 de julho | 18:35 | Semifinal     |
| 15 de julho | 18:20 | Final         |

## Resultados

### Eliminatórias
Qualificação: Os 3 primeiros de cada bateria (Q) e os 6 tempos mais rápidos (q). 
| Posição | Bateria | Raia | Atleta                    | Nacionalidade  | Tempo | Notas           |
| ------- | ------- | ---- | ------------------------- | -------------- | ----- | --------------- |
| 1       | 4       | 7    | Noemi Zbären              | Suíça          | 13.34 | Q               |
| 2       | 3       | 4    | Ekaterina Bleskina        | Rússia         | 13.42 | Q               |
| 2       | 1       | 4    | Franziska Hofmann         | Alemanha       | 13.42 | Q               |
| 4       | 6       | 3    | Morgan Snow               | Estados Unidos | 13.44 | Q               |
| 5       | 1       | 8    | Dior Hall                 | Estados Unidos | 13.45 | Q,              |
| 6       | 3       | 8    | Katarina Johnson-Thompson | Reino Unido    | 13.48 | Q,              |
| 7       | 4       | 2    | Alexandra Burghardt       | Alemanha       | 13.49 | Q,              |
| 8       | 2       | 7    | Michelle Jenneke          | Austrália      | 13.52 | Q               |
| 9       | 1       | 3    | Samantha Scarlett         | Jamaica        | 13.62 | Q,              |
| 10      | 5       | 5    | Sade Mariah Greenidge     | Barbados       | 13.63 | Q               |
| 11      | 6       | 4    | Chrisdale McCarthy        | Jamaica        | 13.68 | Q               |
| 12      | 2       | 8    | Dou Wang                  | China          | 13.71 | Q               |
| 13      | 1       | 6    | Lilla Juhász              | Hungria        | 13.73 | q,              |
| 14      | 3       | 7    | Jonna Berghem             | Finlândia      | 13.78 | Q               |
| 15      | 1       | 9    | Shakera Hall              | Barbados       | 13.80 | q               |
| 16      | 5       | 6    | Deshaunda Morrison        | Canadá         | 13.83 | Q               |
| 17      | 5       | 4    | Karolina Koleczek         | Polónia        | 13.88 | Q               |
| 18      | 2       | 6    | Sarah Lavin               | Irlanda        | 13.90 | Q               |
| 19      | 6       | 9    | Mizuki Kugai              | Japão          | 13.92 | Q               |
| 20      | 6       | 8    | Suzanne Williams          | Países Baixos  | 13.94 | q               |
| 21      | 4       | 3    | Mako Fukube               | Japão          | 13.96 | Q               |
| 22      | 4       | 8    | Manca Šepetavc            | Eslovênia      | 13.97 | q               |
| 23      | 6       | 5    | Anastasia Nikolaeva       | Rússia         | 13.97 | q               |
| 24      | 2       | 2    | Nicole Setterington       | Canadá         | 13.98 | q               |
| 25      | 1       | 7    | Ching-Ju Hsieh            | Taipé Chinesa  | 14.02 |                 |
| 26      | 6       | 6    | Anamaria Nesteriuc        | Roménia        | 14.03 | Recorde pessoal |
| 27      | 5       | 2    | Sophie Jancsurák          | Hungria        | 14.04 |                 |
| 28      | 3       | 6    | Abbie Taddeo              | Austrália      | 14.05 |                 |
| 29      | 3       | 5    | Giada Carmassi            | Itália         | 14.09 |                 |
| 29      | 5       | 3    | Jana Sotáková             | Chéquia        | 14.09 |                 |
| 31      | 2       | 3    | Eva Wimberger             | Áustria        | 14.11 | Recorde pessoal |
| 31      | 4       | 4    | Mathilde Heltbech         | Dinamarca      | 14.11 |                 |
| 33      | 5       | 8    | Vera Fernandes            | Portugal       | 14.14 | Recorde pessoal |
| 34      | 2       | 5    | Jatta-Juulia Hanski       | Finlândia      | 14.15 |                 |
| 34      | 1       | 5    | Marthe Koala              | Burquina Fasso | 14.15 | SB              |
| 36      | 2       | 9    | Devynne Charlton          | Bahamas        | 14.20 |                 |
| 37      | 4       | 5    | Devinn Cartwright         | Bahamas        | 14.21 | Recorde pessoal |
| 38      | 3       | 9    | Kayla Gilbert             | África do Sul  | 14.23 |                 |
| 39      | 6       | 7    | Laura Strajnar            | Eslovênia      | 14.29 |                 |
| 40      | 5       | 7    | Natshalie Isaac           | Porto Rico     | 14.35 |                 |
| 41      | 1       | 2    | Maria Paniz               | Itália         | 14.36 |                 |
| 42      | 2       | 4    | Génesis Romero            | Venezuela      | 14.42 |                 |
| 43      | 4       | 9    | Beyza Tilki               | Turquia        | 14.76 |                 |
| 44      | 3       | 3    | Ida Bakke Hansen          | Noruega        | DSQ   |                 |
| 45      | 4       | 6    | Yuliya Dolzhkova          | Ucrânia        | DNF   |                 |
| 46      | 5       | 9    | Teresa Errandonea         | Espanha        | DNS   |                 |

### Semifinal
Qualificação: Os 2 primeiros de cada bateria (Q) e os 2 tempos mais rápidos (q). 
| Posição | Bateria | Raia | Atleta                    | Nacionalidade  | Tempo | Notas |
| ------- | ------- | ---- | ------------------------- | -------------- | ----- | ----- |
| 1       | 1       | 5    | Ekaterina Bleskina        | Rússia         | 13.24 | Q     |
| 2       | 1       | 6    | Morgan Snow               | Estados Unidos | 13.31 | Q     |
| 3       | 2       | 6    | Dou Wang                  | China          | 13.40 | Q,    |
| 4       | 2       | 7    | Michelle Jenneke          | Austrália      | 13.41 | Q     |
| 5       | 3       | 5    | Noemi Zbären              | Suíça          | 13.46 | Q     |
| 6       | 2       | 5    | Franziska Hofmann         | Alemanha       | 13.53 | q     |
| 7       | 2       | 9    | Jonna Berghem             | Finlândia      | 13.64 | q     |
| 8       | 1       | 4    | Chrisdale McCarthy        | Jamaica        | 13.65 |       |
| 9       | 1       | 9    | Karolina Koleczek         | Polónia        | 13.66 |       |
| 10      | 3       | 7    | Dior Hall                 | Estados Unidos | 13.78 | Q     |
| 11      | 1       | 3    | Suzanne Williams          | Países Baixos  | 13.79 |       |
| 12      | 3       | 9    | Samantha Scarlett         | Jamaica        | 13.88 |       |
| 13      | 3       | 8    | Mako Fukube               | Japão          | 13.92 |       |
| 14      | 2       | 4    | Katarina Johnson-Thompson | Reino Unido    | 13.94 |       |
| 15      | 2       | 2    | Nicole Setterington       | Canadá         | 13.99 |       |
| 16      | 2       | 8    | Mizuki Kugai              | Japão          | 14.00 |       |
| 17      | 3       | 4    | Deshaunda Morrison        | Canadá         | 14.03 |       |
| 18      | 3       | 2    | Anastasia Nikolaeva       | Rússia         | 14.04 |       |
| 19      | 1       | 7    | Alexandra Burghardt       | Alemanha       | 14.07 |       |
| 20      | 2       | 3    | Shakera Hall              | Barbados       | 14.10 |       |
| 21      | 3       | 3    | Lilla Juhász              | Hungria        | 14.14 |       |
| 22      | 1       | 2    | Manca Šepetavc            | Eslovênia      | 14.24 |       |
| 23      | 3       | 6    | Sade Mariah Greenidge     | Barbados       | –     | DSQ   |
| 24      | 1       | 8    | Sarah Lavin               | Irlanda        | –     | DSQ   |

### Final
A prova final foi realizada no dia 15 de julho ás 18:20. 
| Posição           | Faixa | Atleta             | Nacionalidade  | Tempo | Notas           |
| ----------------- | ----- | ------------------ | -------------- | ----- | --------------- |
| Medalha de ouro   | 7     | Morgan Snow        | Estados Unidos | 13.38 |                 |
| Medalha de prata  | 5     | Noemi Zbären       | Suíça          | 13.43 |                 |
| Medalha de bronze | 4     | Ekaterina Bleskina | Rússia         | 13.51 |                 |
| 4                 | 2     | Franziska Hofmann  | Alemanha       | 13.54 |                 |
| 5                 | 9     | Michelle Jenneke   | Austrália      | 13.54 |                 |
| 6                 | 3     | Jonna Berghem      | Finlândia      | 13.56 | Recorde pessoal |
| 7                 | 6     | Dou Wang           | China          | 13.58 |                 |
| 8                 | 8     | Dior Hall          | Estados Unidos | DQ    |                 |

Legenda
| Recorde mundial       | Recorde mundial (World record)               |                       | Recorde africano                      | Recorde africano (African) |                                           | Q | Classificado por posição (Qualified) |
| Recorde do campeonato | Recorde do campeonato (Championship record)  | Recorde da América    | Recorde da América (Americas)         | q                          | Classificado por melhor tempo (Qualified) |   |                                      |
| Melhor marca do ano   | Melhor marca do ano (World leading)          | Recorde asiático      | Recorde asiático (Asian)              | DNS                        | Não largou (Did not start)                |   |                                      |
| Recorde nacional      | Recorde nacional (National record)           | Recorde europeu       | Recorde europeu (European)            | DNF                        | Não terminou (Did not finish)             |   |                                      |
| Recorde pessoal       | Recorde pessoal do atleta (Personal best)    | Recorde da Oceania    | Recorde da Oceania (Oceania)          | DSQ / DQ                   | Desclassificado (Disqualified)            |   |                                      |
| Recorde da temporada  | Recorde da temporada do atleta (Season best) | Recorde sul-americano | Recorde sul-americano (South America) | NM                         | Sem marca (No mark)                       |   |                                      |